# Política de Samoa
Samoa é uma república  parlamentarista desde maio de 2007, quando faleceu o Chefe de Estado vitalício - o que pôs fim ao sistema monárquico vitalício, assim o cargo de chefe de estado, denominado de  O le Ao o le Malo,  passou a ser eletivo para um mandato de cinco anos. O O le Ao o le Malo é considerado uma espécie de presidente cerimonial. Algumas vezes Samoa é considerada uma monarquia eletiva, porém a constituição não reservou o cargo de  O le Ao o le Malo a nenhuma família, embora se pretendia que o cargo fosse restrito aos quatro chefes tribais reais.

## Chefes de estado
Em maio de 2007 o monarca Malietoa Tanumafili II morre, depois de permanecer 45 anos no poder. Após sua morte, seguindo a constituição do país, em junho o parlamento elegeu Tuiatuia Tamasese Efi como novo chefe de Estado, para um mandato de cinco anos.